# Jennifer Bongardt
Jennifer Bongardt (Hagen, 8 settembre 1982) è un'ex canoista tedesca, specializzata nello slalom.

## Carriera
Bongardt inizia la sua carriera agonistica internazionale nel 1998, esordendo ai Campionati Mondiali di Canoa Slalom Junior a Lofer in Austria, dove ottiene una medaglia d'argento nella gara K-1 a squadre con Claudia Bär e Iris Gebhard	.
Dopo aver conquistato altre medaglie agli Europei e ai Mondiali Junior tra il 1999 e il 2000, vince le sue prime medaglie in una competizione assoluta ai Mondiali 2003 di Augusta, con due argenti nel K-1 individuale e nel K-1 a squadre con Mandy Planert e Claudia Bär . L'anno seguente, prende parte alle Olimpiadi di Atene 2004, raggiungendo la finale della categoria K-1, chiudendo al 9º posto.
Torna a vincere in una competizione ufficiale nel 2006 con la medaglia d'argento nel K-1 individuale agli Europei di L'Argentière-la-Bessée. Nel medesimo anno mette in bacheca due bronzi ai Mondiali di Praga sia nel singolo che nella prova a squadre, coadiuvata dalla storica partner Claudia Bär e da Jasmin Schomberg.
Il 2007 è l'anno più fruttuoso per la sportiva tedesca, con la medaglia d'oro ai Campionati Europei di Liptovský Mikuláš nel K-1 a squadre con Jasmin Schomberg e Mandy Planert e altre due medaglie auree ai Mondiali brasiliani di Foz do Iguaçu, sia nella prova individuale che in quella a squadre, sempre in collaborazione con Schomberg e Planert .
Le ottime prestazioni le valgono la qualificazione alle Olimpiadi di Pechino 2008, dove gareggia nella prova individuale, fermandosi in semifinale, con il 15º posto nella classifica assoluta. L'anno seguente vince il bronzo nel K-1 a squadre agli Europei di Nottingham, nel trio composto da lei, Melanie Pfeifer e Jasmin Schomberg.
Nel 2010 le tre vincono l'oro nella gara a squadre degli Europei di Bratislava e un argento ai Mondiali di Lubiana. Dopo 1 anno di inattività annuncia il ritiro nei primi mesi del 2012, per dedicarsi a tempo pieno al suo lavoro di poliziotta .

## Palmarès
- Mondiali - Slalom

Augusta 2003: argento nel K1.
Augusta 2003: argento nel K1 a squadre.
Praga 2006: bronzo nel K1.
Praga 2006: bronzo nel K1 a squadre.
Foz do Iguaçu 2007: oro nel K1.
Foz do Iguaçu 2007: oro nel K1 a squadre.
Lubiana 2010: argento nel K1 a squadre.
- Europei - Slalom

L'Argentière-la-Bessée 2006: argento nel K1.
Liptovský Mikuláš 2007: oro nel K1 a squadre.
Nottingham 2009: bronzo nel K1 a squadre.
Bratislava 2010: oro nel K1 a squadre.